# Current 93
Current 93 är en brittisk experimentell musikgrupp som startades 1982 av David Tibet (född David Michael Bunting, men döptes om till "Tibet" av Genesis P-Orridge på grund av hans intresse för den kinesiska regionen med samma namn). Gruppen har haft en mängd medarbetare under åren, och Tibet är dess enda permanenta medlem, även om  Steven Stapleton har medverkat på nästan samtliga skivor.

## Medarbetare
Innan han grundade Current 93 hade Tibet varit aktiv i de tidiga industrialbanden Psychic TV och 23 Skidoo. Medlemmarna i bandet har sedan dess skiftat. Förutom David Tibet och Steven Stapleton (från Nurse with Wound) har en annan viktig medarbetare varit  gitarristen och pianisten Michael Cashmore (tidigare Nature and Organisation), som anslöt sig till Current 93 i början av 90-talet och sedan dess komponerat en stor del av gruppens musik. Douglas Pearce från Death in June har medverkat på ett dussintal Current 93-releaser. Bland övriga medverkande under åren märks Steve Ignorant från Crass (under pseudonymen Stephen Intelligent), Boyd Rice, runologen Freya Aswynn, Nick Cave, Björk, Andrew W.K., Will Oldham, Ben Chasny, Rose McDowall, Tiny Tim, Tony Wakeford från Sol Invictus, Marc Almond, John Balance från Coil, Anohni från Antony and the Johnsons, Baby Dee och Ian Read från Fire + Ice.

## Stil
Det är svårt att kategorisera Current 93 såsom tillhörande någon enskild musikgenre och stilen ändras ofta beroende på vilka musiker Tibet för stunden beslutat sig för att arbeta tillsammans med. Däremot kan vissa faser med särskilda stilistiska och tematiska tyngdpunkter identifieras. Särskilt de ljudlandskapsliknande kompositionerna från tidigt 1980-tal är ofta grova och atonala och använder sig ofta av loops, samplad gregoriansk sång och förvrängda skrik. I det avseendet står det tidiga Current 93 industrialmusiken nära. Tibet själv förhåller sig emellertid kritisk till kategoriseringen av Current 93 som industrialband och har snarare velat jämföra stilen med krautrock. Tematiskt är den tidiga fasen starkt präglad av ockulta teman, primärt inspirerat av Aleister Crowleys verk. Ytterligare en tematisk fixstjärna blev dekadentförfattaren Comte de Lautréamonts Maldorors sånger.
Efter albumet Dawn tyckte Tibet att han hade fjärmat sig från det som han själv ansåg som mest centralt i sin produktion, nämligen att förmedla sina egna känslor. Han började se sin senaste produktion som alltför simpel och hans egen musiksmak började förändras. Inspirerad av Shirley Collins återgick Tibet till det som berörde honom, nämligen ramsor och folkmusik, och i och med Swastikas for Noddy lösgjorde sig Tibet slutgiltigt från den tidigare industrialfasen. I slutet av 1980-talet började Tibet alltmer använda sig av teman som anknyter till gnosticism, hinduism och buddhism, vilket han senare i bandets historia kombinerade med en alltmer positiv syn på den kristna frälsningsläran. Viktiga album under denna fas var Imperium, Swastikas for Noddy och Earth Covers Earth. Sången och texterna fick nu en mer framträdande roll. Musikaliskt använde sig bandet alltmer av ett melodiskt sound baserad på akustisk gitarr, vilket ledde till att bandet snabbt började betraktas som en pionjär inom neofolk. Framför allt har Thunder Perfect Mind från 1992 setts som det album som markerar bandets definitiva övergång till folk, och det räknas ännu som ett av Current 93:s viktigaste skiva. Från och med andra halvan av 1990-talet följde, i och med Soft Black Stars och Sleep Has His House, ett ännu större avsteg från de tidigare verkens esoteriska tematik, till förmån för mer introspektiva och självanalyserande texter.
Sedan albumet Black Ships Ate the Sky (2006) verkar Current 93 ha eftersträvat något av en syntes av de olika prioriteringar bandet haft under tidigare faser, vilket inte bara visar sig i låttexterna utan även i återutgivningen och omarbetningen av tidigare album. Detta konceptalbum baseras på en av Tibets drömvisioner. Låten Idumæa, vars text är skriven av Charles Wesley, som om och om igen upprepas i olika versioner på albumet, med olika sångare, påminner om att vår tid kommer att åtföljas av domedagen. Black Ships Ate the Sky bildar, tillsammans med de efterföljande albumen Aleph at Hallucinatory Mountain och Baalstorm, Sing Omega, ett slags trilogi, även om Tibet ursprungligen hade tänkt sig dem som separata album. På de senaste släppen märks starkare element av rock och Aleph at Hallucinatory Mountain är tydligt inspirerat av krautrock, psykedelisk rock och metal. Det påminner om 1970-talets typiska konceptalbum, där den sammanlagda texten presenteras i häftet som en enhet, och använder sig av element från koptisk kristendom (som Tibet för tillfället har ett särskilt intresse för).

## Diskografi
| År   | Titel                                                             | Format and anmärkningar                                                                                          |
| ---- | ----------------------------------------------------------------- | --- |
| 1983 | Mi-Mort                                                           | kassett med Nurse With Wound                                                                                     |
| 1984 | LAShTAL                                                           | 12" |
| 1984 | Nature Unveiled                                                   | LP (återrelease på CD, 1992)                                                                                     |
| 1984 | No Hiding from the Blackbird                                      | 7" med Nurse With Wound                                                                                          |
| 1984 | Dogs Blood Rising                                                 | LP (återrelease på CD, 1988 och 1995)                                                                            |
| 1985 | Live at Bar Maldoror                                              | LP (återrelease på CD 1990 och 1994)                                                                             |
| 1985 | Nightmare Culture                                                 | EP med Sickness of Snakes (Coil/Boyd Rice)                                                                       |
| 1986 | In Menstrual Night                                                | LP (återrelease på CD, 1994)                                                                                     |
| 1986 | NL Centrum-Amsterdam                                              | livekassett med Nurse With Wound                                                                                 |
| 1987 | Happy Birthday                                                    | 12" |
| 1987 | Dawn                                                              | LP (återrelease på CD, 1994)                                                                                     |
| 1987 | Imperium                                                          | LP (återrelease på CD, 2001)                                                                                     |
| 1987 | Crowleymass med HÖH)                                              | 12"/CDS (återrelease 1997)                                                                                       |
| 1988 | Christ and the Pale Queens Mighty in Sorrow                       | 2xLP (återrelease på CD, 1994)                                                                                   |
| 1988 | The Red Face of God                                               | 12" (återrelease på CD, 1994)                                                                                    |
| 1988 | Swastikas for Noddy                                               | LP (återrelease på CD som Swastikas for Goddy, 1993)                                                             |
| 1988 | Faith's Favourites                                                | 12" med Nurse With Wound                                                                                         |
| 1988 | Earth Covers Earth                                                | LP (återrelease på CD, 1992) -                                                                                   |
| 1989 | Rome/Hourglass for Diana/Fields of Rape                           | 7" (live) |
| 1989 | She Is Dead and All Fall Down                                     | 7" |
| 1989 | Crooked Crosses for the Nodding God                               | CD |
| 1990 | Looney Runes                                                      | LP, CD 1992 |
| 1990 | 1888                                                              | EP med Death In June                                                                                             |
| 1990 | Horse                                                             | LP, del av box/med Sol Invictus och Nurse With Wound (återrelease på CD som Horsey med extraspår, 1997)          |
| 1991 | Island (med HÖH)                                                  | LP/CD |
| 1991 | As the World Disappears (live)                                    | CD |
| 1992 | Thunder Perfect Mind                                              | 2xLP/CD (återrelease, 1994)                                                                                      |
| 1992 | Current 93/Death In June/Sol Invictus (live)                      | inspelad i Frankfurt, Tyskland, 1991, först som bootleg under titeln Day of \|Dawn                               |
| 1993 | Emblems: The Menstrual Years                                      | LP, återrelease som 2xCD retrospektiv                                                                            |
| 1993 | Hitler as Kalki                                                   | CD |
| 1994 | Of Ruine or Some Blazing Starre                                   | LP/CD |
| 1994 | Lucifer Over London                                               | EP/CD |
| 1994 | The Fire of the Mind                                              | CD |
| 1994 | Tamlin                                                            | 12"/CDS |
| 1995 | Where The Long Shadows Fall (Beforetheinmostlight)                | 12"/CDS |
| 1996 | All The Pretty Little Horses: The Inmost Light                    | LP/CD |
| 1996 | The Starres Are Marching Sadly Home (Theinmostlightthirdandfinal) | 12"/CDS |
| 1996 | Untitled, a.k.a. Seven Seals                                      | CD-EP med Tiny Tim, Nurse with Wound och Nature and Organization                                                 |
| 1997 | In a Foreign Town, in a Foreign Land                              | limited CD, med Thomas Ligotti                                                                                   |
| 1998 | Soft Black Stars                                                  | LP/CD, (återrelease på CD 2005)                                                                                  |
| 1999 | Calling for Vanished Faces                                        | 2xCD retrospective                                                                                               |
| 1999 | An Introduction to Suffering                                      | Current 93/Michael Cashmore/Christoph Heemann LP/CD                                                              |
| 1999 | Misery Farm                                                       | CDS |
| 1999 | All Dolled Up Like Christ                                         | 2x Live-CD |
| 2000 | I Have a Special Plan for This World                              | 12"/CD, Thomas Ligotti-prosadikter lästa av Tibet                                                                |
| 2000 | Sleep Has His House                                               | LP/CD |
| 2000 | Faust                                                             | LP/CD |
| 2001 | The Great in the Small                                            | LP/CD |
| 2001 | Cats Drunk on Copper                                              | CD (live i Union Chapel, London, 3 maj 1997)                                                                     |
| 2001 | Bright Yellow Moon                                                | 2x12"/CD Current 93/Nurse with Wound                                                                             |
| 2001 | Purtle                                                            | CD med Nurse with Wound                                                                                          |
| 2001 | This Degenerate Little Town                                       | CD med Thomas Ligotti                                                                                            |
| 2002 | The Seahorse Rears to Oblivion                                    | 12"/CD |
| 2002 | Music for the Horse Hospital                                      | 2xCD Current 93/Nurse with Wound                                                                                 |
| 2003 | A Little Menstrual Night Music                                    | CD med remixade spår från In Menstrual Night                                                                     |
| 2003 | Calling For Vanished Faces/Virgin Mary                            | 7" med Antony and the Johnsons; UK PanDurtro 008                                                                 |
| 2003 | Live at St. Olave's                                               | CD EP med Antony and the Johnsons; UK PanDurtro 007                                                              |
| 2004 | Halo                                                              | CD |
| 2004 | SixSixSix: SickSickSick                                           | CD med Tamlin, Lucifer over London, Misery Farm, och låtar från Looney Runes                                     |
| 2005 | How I Devoured Apocalypse Balloon                                 | 2xCD (Live i St. George The Martyr Anglican Church, Toronto, juni 18–19, 2004)                                   |
| 2005 | ⲛⲧⲛⲁⲩ ⲛϩⲱⲧⲡ ⲙⲡⲣⲏ ⲁϩⲉⲛⲉϫⲏⲩ ⲉⲩⲕⲏⲙ ⲟⲩⲉⲙ ⲧⲡⲉ                          | CDS (promo för Black Ships Ate the Sky; den koptiska titeln betyder "Vid solnedgången åt blå skepp upp himlen"") |
| 2005 | Judas as Black Moth (Hallucinatory Patripassianist Song)          | 2xCD "best of"/intro till C93                                                                                    |
| 2005 | How He Loved The Moon (Moonsongs For Jhonn Balance)               | 2xCD/2xLP (ltd. 1200)/2xLP+7" (ltd. 200), remixversion av In Menstrual Night                                     |
| 2005 | Hypnagogue/Hypnagogue II                                          | CD |
| 2006 | Black Ships Ate the Sky                                           | CD / 2xLP |
| 2006 | Inerrant Rays of Infallible Sun (Blackship Shrinebuilder)         | 10" med Om |
| 2006 | Black Ships Eat the Sky                                           | CD - remixar |
| 2007 | The Inmost Light                                                  | 3xCD/2xLP |
| 2007 | Birdsong in The Empire                                            | Live-CD (ltd. 1200) inspelad in Toronto, Kanada, 2005                                                            |
| 2008 | Black Ships Heat the Dancefloor                                   | Blue 12" singel/DualDisc, remixar av J. G. Thirlwell och Matmos                                                  |
| 2008 | Birth Canal Blues                                                 | CD EP April 2008                                                                                                 |
| 2009 | Aleph at Hallucinatory Mountain                                   | CD/LP |
| 2010 | Baalstorm, Sing Omega (December 1971)                             | CD/LP |
| 2010 | Haunted Waves, Moving Graves                                      | Limited-edition-CD                                                                                               |
| 2010 | When the May Rain Comes                                           | 12" |
| 2011 | HoneySuckle Æons                                                  | Släppt 24 mars 2011                                                                                              |
| 2012 | When Rome Falls, Falls the World                                  | Live-CD |
| 2014 | I Am The Last Of All The Field That Fell (A Channel)              | CD/2xLP |
| 2015 | The Moons At Your Door                                            | CD/LP |
| 2018 | The Light Is Leaving Us All                                       | CD/LP |

## Fotnoter
1. ↑  Allmusic.com: Artikel av John Bush
2. ↑  ”Current 93”. All Music. Rovi Corp. http://www.allmusic.com/artist/current-93-mn0000114708. Läst 30 juli 2012.
3. ↑  Gary Parsons: Interview with David Tibet of Current 93 Arkiverad 18 oktober 2004 hämtat från the Wayback Machine., läst 2012-08-07.
4. 1 2  David Keenan: Current 93 Arkiverad 4 juni 2012 hämtat från the Wayback Machine.. The Wire, Nr. 163, September 1997. Läst 2012-08-07.
5. ↑  Alan K.: Noddy talks, läst 2012-08-07.
6. 1 2 3 4  Current 93 – Interview.
7. ↑  Brandon Stosuy: Current 93.